# Euphorbia griffithii
Euphorbia griffithii es una especie fanerógama perteneciente a la familia de las euforbiáceas. Es originaria de Asia.

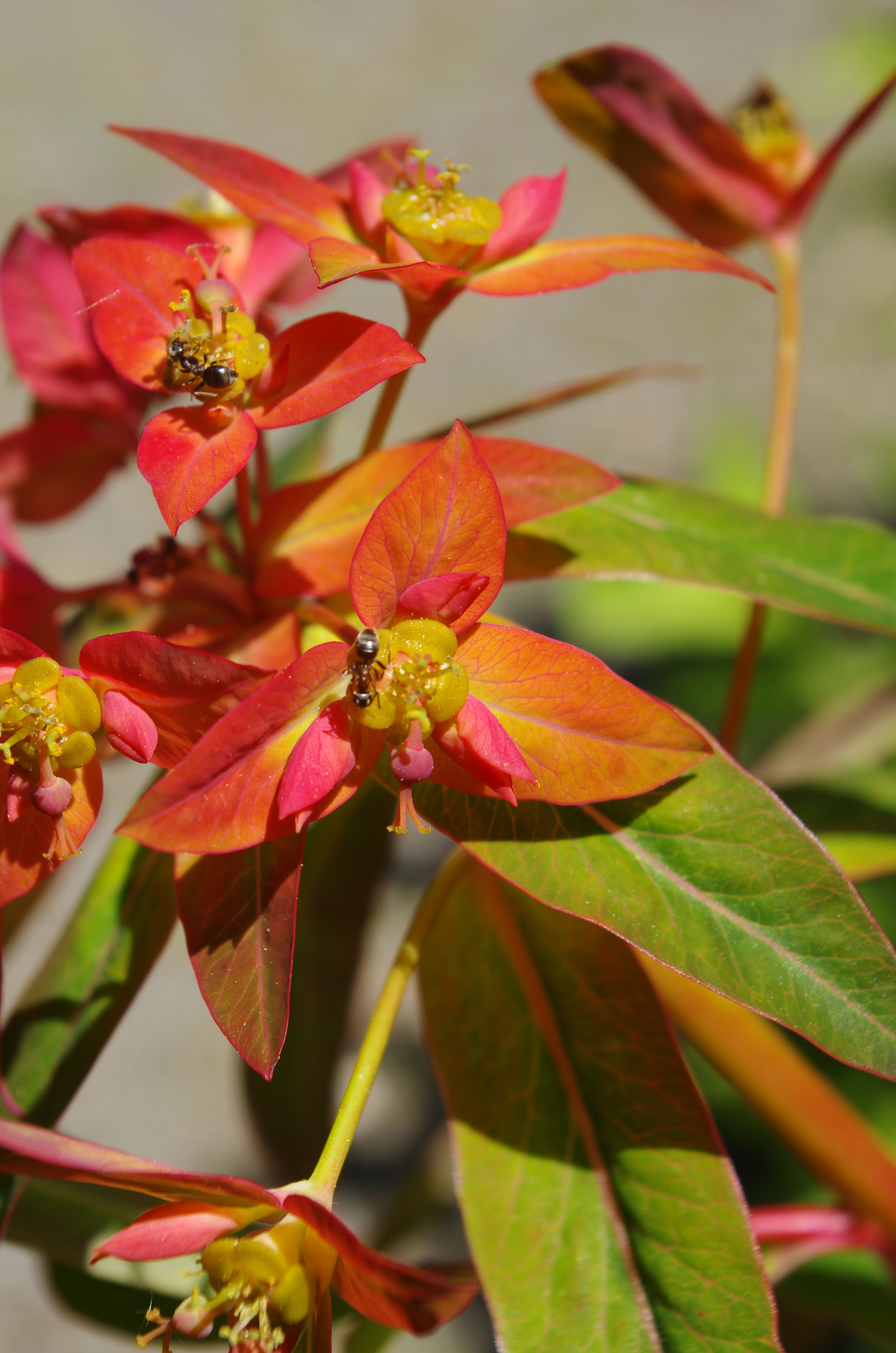
Detalle de las flores

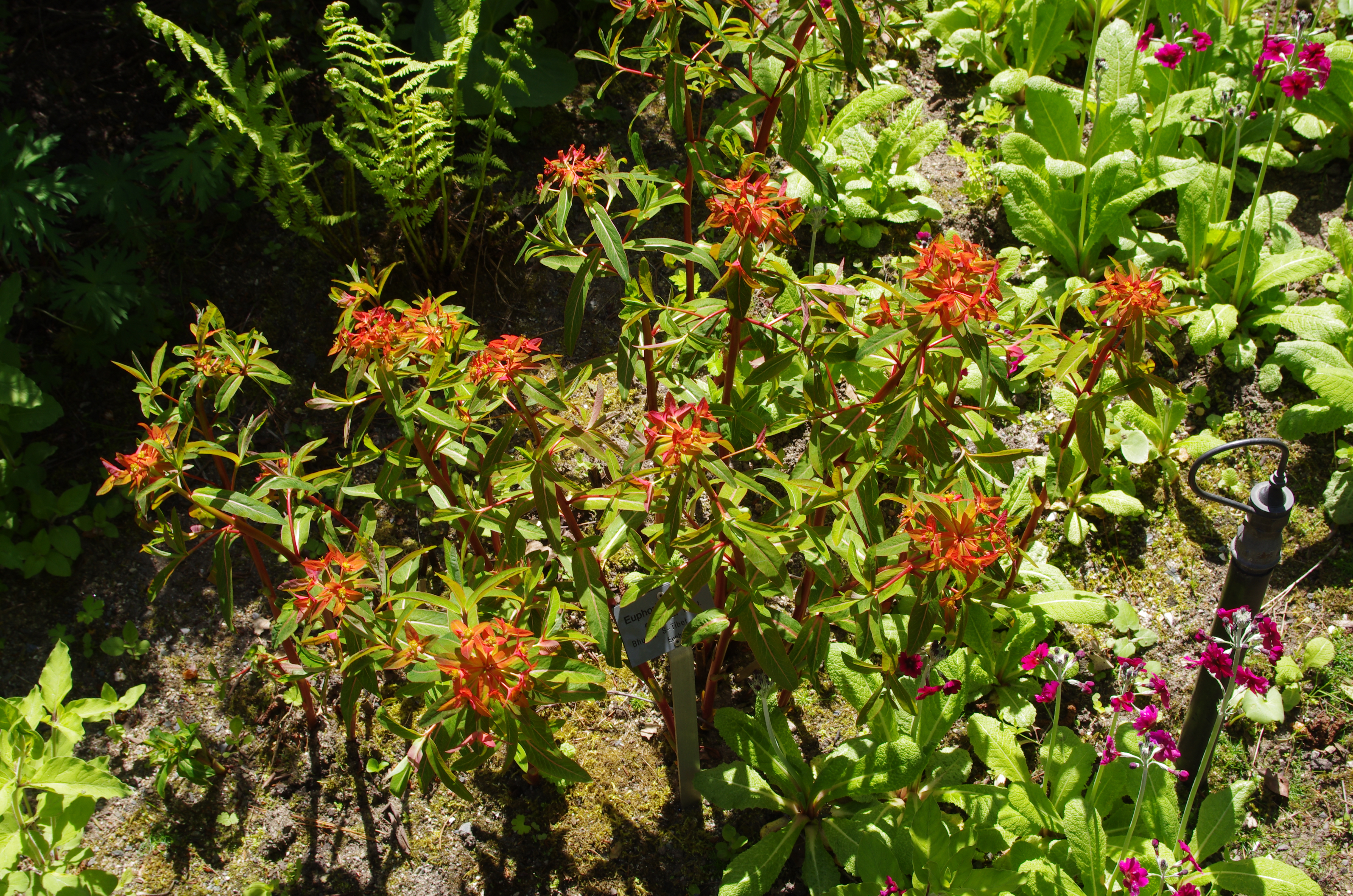
Vista de la planta

## Descripción
Son hierbas, perennes, erectas, que alcanzan un tamaño de 20-70 cm de altura. Rizoma generalmente extensivamente rizomatosa, rara vez un tubérculo subgloboso superficialmente enterrado, el rizoma de 3-5 mm de espesor, tubérculo de 5 cm. Tallos su mayoría solitarios, agrupados con menos frecuencia, de 3-7 mm de espesor, a veces ramificados, por lo general la mayoría glabros. Hojas alternas, estípulas ausentes;  pecíolo indistinto, a corto y ampliamente alado; limbo ovado-oblongas a elípticas, muy variables, de 2-7 × 0,6-1,2 cm, coriáceas o casi, de base atenuada-cuneiforme, margen entero, ápice agudo u obtuso; nervadura central prominente en ambas superficies, venas laterales no alcanzan el margen. Involucrales primaria deja 3-7 (-12),,, largas elípticas a elíptico, atenuar base, rayos primarios, redondeadas o ápice acuminado 3-7, 2-4 cm con menos frecuencia, rojo, amarillo o naranja claro; cyathophylls 2, por lo general de color rojo o rojo-púrpura, mucho variada, redondeada o subtruncadas en la base, por lo general redondeada o subredondeada en el ápice. En forma de copa involucro ciatio, ca. 3 x 3.5 mm, lóbulos redondeados, piloso blanco en el margen y en el interior; glándulas 4, marrón, redondeado. Las flores masculinas muchos, exertas del involucro. Flor femenina: pedicelada y extendida fuera de la taza, lisa, glabra. El fruto es una cápsula globosa, de. 4 × 4 mm, liso, glabro. Semillas ovoides-globoso, 2.5-3 × de 2 mm, de color gris oscuro o gris-marrón, adaxial estriado luz superficie. Fl. y fr. jun-septiembre.

## Distribución y hábitat
Se encuentra en bosques dispersos, matorrales, praderas, a una altitud de 2500-4900 metros en Sichuan, Xizang, Yunnan, Bhután, N India, Cachemira, Myanmar y Nepal.

## Usos
La raíz se utiliza medicinalmente.

## Taxonomía
Euphorbia griffithii fue descrita por Joseph Dalton Hooker y publicado en The Flora of British India 5(14): 259. 1887.
Etimología
Euphorbia: nombre genérico que deriva del médico griego del rey Juba II de Mauritania (52 a 50 a. C. - 23), Euphorbus, en su honor – o en alusión a su gran vientre –  ya que usaba médicamente Euphorbia resinifera. En 1753 Carlos Linneo asignó el nombre a todo el género.
griffithii: epíteto otorgado en honor del botánico inglés William Griffith quien trabajó en la India y países adyacentes recolectando plantas.
Sinonimia
- Euphorbia bulleyana Diels
- Euphorbia cyanophylla H. Lév.
- Euphorbia erythrocoma H. Lév.
- Euphorbia griffithii var. griffithii
- Euphorbia porphyrastra Hand.-Mazz.
- Euphorbia rubriflora H. Lév.
- Euphorbia sericocarpa Hand.-Mazz.
- Tithymalus griffithii (Hook.f.) H.Hara[5][6]